# Čakajovce
Čakajovce este o comună slovacă, aflată în districtul Nitra din regiunea Nitra. Localitatea se află la altitudinea de 148 m deasupra n.m., se întinde pe o suprafață de 5,78 km2 și în 2017 număra 1.165 de locuitori.

## Istoric
Localitatea Čakajovce este atestată documentar din 1251.

## Demografie
| An:                | 1994 | 2004   | 2014   | 2024   |
| ------------------ | ---- | ------ | ------ | ------ |
| Număr de persoane: | 1088 | 1069   | 1145   | 1156   |
| Diferență:         |      | −1,74% | +7,10% | +0,96% |

| An:                | 2023 | 2024 |
| ------------------ | ---- | ---- |
| Număr de persoane: | 1156 | 1156 |
| Diferență:         |      | +0%  |